# 布雷索
布雷索（義大利語：Bresso），是意大利米兰省的一个市镇。总面积3.38平方公里，人口26284人，人口密度7776.3人/平方公里（2009年）。国家统计（ISTAT）代码为015032。